# Joseph Joffre
Joseph Jacques Césaire Joffre, född 12 januari 1852 i Rivesaltes i Roussillon, död 3 januari 1931 i Paris, var en fransk militär. Han var generalstabschef 1911–1916, fransk överbefälhavare 1914–1916 och fältmarskalk 1916.

## Uppväxt och tidig karriär
Joffre föddes i Roussillon (Pyrénées-Orientales). År 1870 påbörjade han studier på École Polytechnique.
Joffre blev 1870 officer vid ingenjörstrupperna och deltog i fransk-tyska kriget 1870–1871 under Paris belägring. 1895–1897 tjänstgjorde han med kortare uppehåll i de franska kolonierna i Asien och Afrika, blev överste 1897, brigadgeneral 1901, samt divisionsgeneral 1905, samtidigt som han blev kommendant i Lille. År 1908 blev Joffre chef för 2:a armékåren i Amiens och 1910 medlem av högsta krigsrådet och chef för kustförsvaret.

## Generalstabschef
År 1911 blev Joffre chef för den franska generalstaben, efter att "offensivskolan" – där general Foch och överstelöjtnand Grandmaison var framträdande – fått general Michel att avgå. Joffres uppdrag var att införa en krigsplan som utgick från det offensiva tänkandet. Därutöver omplacerade han en del officerare som inte hade tillräcklig attackvilja.

### Plan XVII
I april 1913 var den nya krigsplanen klar. Första och andra armén skulle omedelbart rycka in i Lorraine. Därefter skulle femte armén rycka in norr om Metz. En eventuell tysk offensiv mellan de franska flyglarna skulle tas emot av tredje armén utanför Metz. Fjärde armén stod bakom Meuse som strategisk reserv. I händelse av en tysk attack genom Belgien skulle femte armén flyttas upp mot Sedan och fjärde armén gå in mellan femte och tredje.

## Första världskriget

### 1914–1915
När första världskriget bröt ut erhöll Joffre vidsträckta befogenheter som fransk överbefälhavare. De franska arméerna mobiliserades och marscherade upp enligt plan. Attacken i Lorraine påbörjades och slogs tillbaka. Joffre hade dock inte förutsett den tyska framryckningen genom Belgien. Under de följande veckornas återtåg tvingades Joffre att omarbeta den franska anfallsplanen med karaktäristiskt lugn. Han lyckades samla ihop tillräckliga styrkor för att den 5 september inleda de operationer som ledde till att man kunde besegra tyskarna i slaget vid Marne.
Under inledningen av kriget tvekade inte Joffre att avskeda officerare som han inte tyckte höll måttet. Det gällde även personliga favoriter som Charles Lanrezac. 
Joffres plan för 1915 var att anfalla tyskarna dels vid Champagne, dels vid Artois. Planen sattes i verket februari–mars och misslyckades med stora förluster. En ny offensiv i september gav samma resultat. Joffres rykte som segraren vid Marne började solkas.
Joffre fråntogs i december 1915 det direkta befälet i Frankrike och var istället fram till december 1916 högste befälhavare över samtliga franska arméer i Europa och därefter krigskommitténs "tekniske rådgivare".

### 1916–1918
1916 års plan var ett kraftigt brittiskt-franskt anfall vid Somme. Dock hann tyskarna före med sitt anfall vid Verdun. Regeringen med krigsministern Joseph Galliéni höll Joffre ansvarig för de dåliga franska förberedelserna i Verdun-avsnittet. Något som hade påpekats före offensiven. Slaget vid Somme genomfördes huvudsakligen av britterna som en avlastningsoffensiv. Resultatet blev åter en manspillan utan strategiska framgångar. Den 12 december 1916 avskedades Joffre som överbefälhavare. Samtidigt utnämndes han till marskalk av Frankrike. Han efterträddes av Robert Nivelle.
Joffre åtnjöt fortfarande prestige och popularitet, men användes för återstoden av kriget för ceremoniella och diplomatiska roller. År 1919 pensionerades han från armén.
Joffre sändes 1917 på en diplomatisk beskickning till USA, och efter kriget i liknande uppdrag 1920 till Rumänien och 1921 till Japan. År 1920 valdes han in i Franska Akademien.
Joffre har bland annat utgivit La préparation de la guerre et la conduite des opérations (1914–16) (1920) samt Mémoires du Maréchal Joffre 1910–17 (1932).

### Joffre under första världskriget
Joffre förblev alltid samlad, vilket kan ha haft avgörande betydelse för utgången av fälttåget på västfronten, liksom accepterandet att Plan XVII misslyckats och den följande snabba överföringen av trupp till Marne-slaget. Han kunde aldrig acceptera att offensiv mot befästa skyttegravslinjer inte var möjligt med de tekniska hjälpmedel som stod till buds. Därför säger vissa att han slösade bort många liv i misslyckade offensiver 1915–1916. Hans tro på det strategiska genombrottet gjorde honom också mycket ovillig att släppa trupper till andra fronter.